# National City
National City è una city degli Stati Uniti d'America, situata nella Contea di San Diego in California.